# Murena
Murena is een historische stripreeks van de hand van Jean Dufaux en Philippe Delaby, terwijl de inkleuring verzorgd wordt door Jérémy Petiqueux. Na de plotse dood van Delaby in 2014 was er onduidelijkheid over de voortzetting, tot nieuwe grafici werden gevonden in de personen van Theo Caneschi (tekenaar) en Lorenzo Pieri (inkleurder).
De reeks speelt zich af in het antieke Rome ten tijde van keizer Nero.
De strip wordt vooral gekenmerkt door zijn realistische stijl en de extra historische informatie.
Van de geplande vier cycli zijn er twee afgewerkt en verschenen als integrale (de vierdelige Cyclus van de Moeder en Cyclus van de Echtgenote) en is de Cyclus van de Complotten inmiddels geëindigd met het 12e deel De dood van een wijze. 

## De verhalen
De verhalen in de serie volgen deels de geschiedenis zoals die is overgeleverd door de antieke geschiedschrijvers. De hoofdpersoon van het strip-epos, Lucius Murena, is een der intimi van Nero. Hij maakt van dichtbij de grote gebeurtenissen van die tijd mee, zoals de moord op keizer Claudius I en diens omstreden opvolging, alsook de brand die een groot deel van Rome verwoestte plus de dood van Agrippina en Petrus. Verder spelen gladiatorgevechten een prominente rol en krijgen de seksuele losbandigheid en het politieke gekonkel van de Romeinen veel aandacht. Lucius Murena wordt bij het voortschrijden van de verhaallijn een tegenspeler van Nero. Wanneer Nero steeds meer onder invloed komt te staan van Poppaea Sabina wordt Murena's positie aan het hof onhoudbaar, helemaal als hij een relatie begint met de vroegere geliefde van Nero Acte.

## Personages
- Lucius Murena: hoofdpersonage, een jonge Romeinse patriciër wiens moeder vermoord wordt op bevel van Nero's moeder, Agrippina. Samen met de gladiator Balba gaat hij de confrontatie aan met Nero.
- Julia Agrippina minor: moeder van Nero.
- Keizer Nero
- Massam: een wrede gladiator in dienst van Nero.
- Balba: gladiator bevriend met Murena.
- Claudius I:
- Lollia Paulina: moeder van Lucius Murena, die wordt gedood door Agrippina omdat ze een verhouding had met Claudius.
- Tiberius Claudius Caesar Britannicus: zoon van Claudius en halfbroer van Nero, wordt vergiftigd door Agrippina. Nero wordt voor velen verdacht verantwoordelijk te zijn geweest voor deze misdaad.
- Pallas: een Griekse arts en rechterhand Agrippina. Nadat Acte hem ontnomen wordt door Nero, probeert hij zonder succes met behulp van Britannicus de keizer en diens moeder te trotseren. Pallas wordt verbannen en later vermoord.
- Mercurius: een verbeelding van Nero die hem ondersteunt.
- Draxius: een Thrachische gladiator. Hij werd hoofd van de lijfwacht van Agrippina en stond bekend om zijn kracht. Hij werd vermoord door Balba tijdens een gladiatorgevecht.
- Acte: een voormalige prostituee en geliefde van Nero maar later werd ze verliefd op Lucius Murena en vermoord door een Gallische druïde.
- Arsilia: een slavin van Poppaea en die verliefd werd op Murena. Nadat ze zijn verhouding met Acte verraden had, werd ze door Murena vermoord en haar hoofd werd naar Poppaea gestuurd.
- Poppaea Sabina: de echtgenote van Nero. Ze neemt Agrippina's positie in na haar dood, al gaat ze Nero uiteindelijk leren liefhebben.

## Ontvangst
De stripreeks werd goed onthaald. Criticus Damien Perez kwalificeerde het negende album als "indispensable" (niet te missen), en roemde Dufaux voor deze demonstratie van zijn sterkte als scenarist en Delaby voor zijn tekeningen met een ongelooflijke precisie.